# The Story of Thor
The Story of Thor (ストーリー オブ トア ～光を継ぐ者～ Sutōrī obu Toa ~Hikari o Tsugu Mono~ bzw. Story of Thor: Hikari o Tsugu Mono; in Nordamerika als Beyond Oasis veröffentlicht) ist ein Action-Adventure mit starkem Actionspieleinfluss, das 1994 von der Firma Sega für den Sega Mega Drive fertiggestellt wurde. 2007 wurde es als Virtual-Console-Titel für die Wii veröffentlicht. Das Spiel ist Teil der Sega Mega Drive Classics und per Sega Mega Drive – Nintendo Switch Online enthalten im Nintendo-Switch-Online-Erweiterungspaket.
Der Spieler steuert in diesem Spiel den Prinzen Ali, der durch Zufall auf ein magisches Armband stößt und von diesem aufgefordert wird, das dazu passende Gegenstück und seinen Träger zu finden und zu zerstören. Die Steuerung des Spiels und der Kämpfe mit den Gegnern erfolgt in Echtzeit, wobei als Blickwinkel eine leicht verschobene frontale Draufsicht gewählt wurde. Der Fokus des Spiels liegt in den Auseinandersetzungen mit verschiedenen Gegnern, die häufig in Gruppen auftreten (wie zum Beispiel bei Streets of Rage). Nur zu einem geringen Teil sind Rätsel zu lösen.
Die Konfrontationen mit den Gegnergruppen werden in einem Beat-’em-up-ähnlichen Stil umgesetzt. Der Prinz verwendet seine Waffen für verschiedene Angriffsvarianten, die der Spieler durch die Betätigung des Steuerkreuzes und der Steuerknöpfe in einer bestimmten Reihenfolge und Rhythmus aktivieren kann. Knapp zwei Dutzend verschiedene Angriffsformen sind durch diese Steuerung möglich. Die Hauptwaffe des Akteurs ist ein Dolch, es gibt jedoch verschiedene Powerups in Form von Waffentypen, die aber bis auf wenige, schwer zu erspielende Ausnahmen nur für eine bestimmte Anzahl von Angriffen halten.
Zusätzlich kann man auf Magie zurückgreifen, die in Form von Dschinns bereitgestellt wird. Diese müssen vor ihrer Nutzung jedoch erst gefunden werden. Jeder Dschinn ermöglicht drei verschiedene Zaubersprüche, die zudem auch für das Lösen von Rätseln eingesetzt werden können. Ein ebenfalls durch einen Dschinn zugängliches Minispiel ermöglicht das Durchführen von Rennen auf Zeit.

## Nachfolger
Eigentlich als Vorgänger zu diesem Spiel, jedoch erst danach erschienen, ist The Story of Thor 2 (トア ～精霊王紀伝～ Toa/Thor ~Seirei-Ō Kiden~, in Nordamerika als The Legend of Oasis veröffentlicht), welches 1996 für den Sega Saturn veröffentlicht wurde.
Der Spielinhalt ist im Prinzip identisch, auch die erzählte Hintergrundgeschichte unterscheidet sich nur in Namen und Feinheiten der Handlung. Deutlich verbessert wurde die Grafik und der Umfang des Spiels, zudem verschob sich der Schwerpunkt etwas mehr zu den Rätseln, die viel mit den neuen Möglichkeiten zur Interaktion mit der Umgebung zu tun haben. Sowohl die Waffenauswahl als auch die Zahl der sammelbaren Dschinns wurde erhöht, das Angriffsystem dafür etwas vereinfacht.